# Sergiolus tennesseensis
Sergiolus tennesseensis är en spindelart som beskrevs av Chamberlin 1922. Sergiolus tennesseensis ingår i släktet Sergiolus och familjen plattbuksspindlar. Inga underarter finns listade i Catalogue of Life.